# 춘천시·철원군·화천군·양구군 을
춘천시·철원군·화천군·양구군 을은 대한민국의 국회의원 선거구이다. 강원특별자치도 춘천시의 일부와 철원군, 화천군, 양구군 일대를 관할한다. 현직 국회의원은 국민의힘의 한기호이다.

## 역사
2020년 대한민국 제21대 국회의원 선거를 앞두고 춘천시 선거구가 인구 증가로 인해 분구가 논의되었다. 이 과정에서 지역 대표성과 인구 비례를 모두 고려한다는 관점에서 춘천시의 일부를 분리해 도내 타 시·군과 선거구를 구성하는 것으로 여야 교섭단체 합의가 이루어졌다. 이에 따라 철원군, 화천군, 양구군 지역과 춘천시 신북읍, 동면, 서면, 사북면, 북산면, 신사우동이 하나의 선거구를 구성하게 되면서 신설되었다.

## 관할 구역
| 대수  | 관할 구역                                                                               |
| ----- | --------------------------------------------------------------------------------------- |
| 21대~ | 춘천시 신북읍, 동면, 서면, 사북면, 북산면, 신사우동 철원군 일원 화천군 일원 양구군 일원 |

## 역대 국회의원
| 선거   | 정당 | 정당       | 의원   |
| ------ | ---- | ---------- | ------ |
| 2020년 |      | 미래통합당 | 한기호 |
| 2024년 |      | 국민의힘   | 한기호 |

## 역대 선거 결과

### 대한민국 제21대 국회의원 선거
|  | 52.07% |

|  | 46.35% |

|  | 1.56% |

### 대한민국 제22대 국회의원 선거
|  | 53.93% |

|  | 41.46% |

|  | 4.59% |